# Acrophonus validus
Acrophonus validus är en insektsart som beskrevs av Lucien Chopard 1934. Acrophonus validus ingår i släktet Acrophonus och familjen syrsor. Inga underarter finns listade i Catalogue of Life.